# پایگاه هوایی آبی جزیره ماین
پایگاه هوایی آبی جزیره ماین (به انگلیسی: Mayne Island Water Aerodrome) یک فرودگاه همگانی با کد یاتا YAV است که یک باند فرود آب دارد. این فرودگاه در کشور کانادا قرار دارد و در ارتفاع ۰ متری از سطح دریا واقع شده‌است.

## شرکت‌های هواپیمایی و مقصدهای پروازی
| شرکت‌های هواپیمایی | مقصدهای پروازی |
| ----------------- | -------------- |
| سی‌ایر سی‌پلینز     | ونکوور         |
| Saltspring Air    | ونکوور         |